# Bohdan Chmelnyzkyj

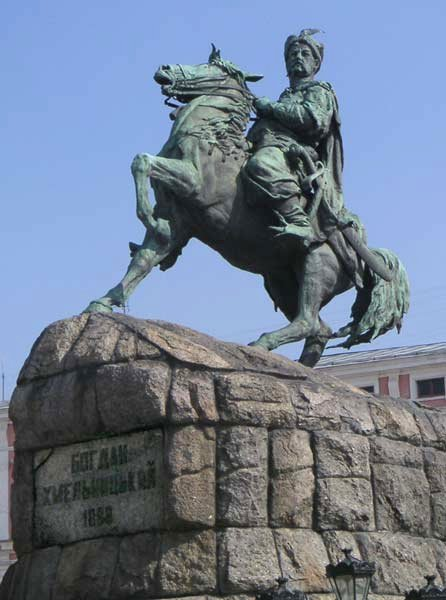
Chmelnyzkyj-Denkmal in Kiew

Bohdan Mychajlowytsch Chmelnyzkyj (ukrainisch Богдан Миха́йлович Хмельницький, wiss. Transliteration: Bohdan Mychajlovyč Chmel'nyc'kyj; * 1595 vermutlich in Subotiw bei Tschyhyryn (möglicherweise auch in Schowkwa); † 6. August 1657 in Tschyhyryn) war ein Hetman der Saporoger Kosaken und der Gründer des protostaatlichen Kosaken-Hetmanats. Er war der Anführer des großflächigen Chmelnyzkyj-Aufstands und der damit verbundenen Judenverfolgung gegen die Herrschaft Polen-Litauens und treibende Kraft hinter dem Vertrag von Perejaslaw, der sein Gemeinwesen unter den Schutz des Zarentums Russland stellte. Zu seinen Ehren wurde 1888 das Bohdan-Chmelnyzkyj-Denkmal in Kiew enthüllt.

## Leben

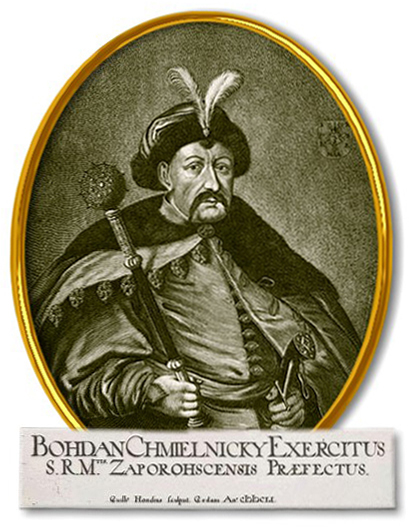
Bohdan Chmelnyzkyj

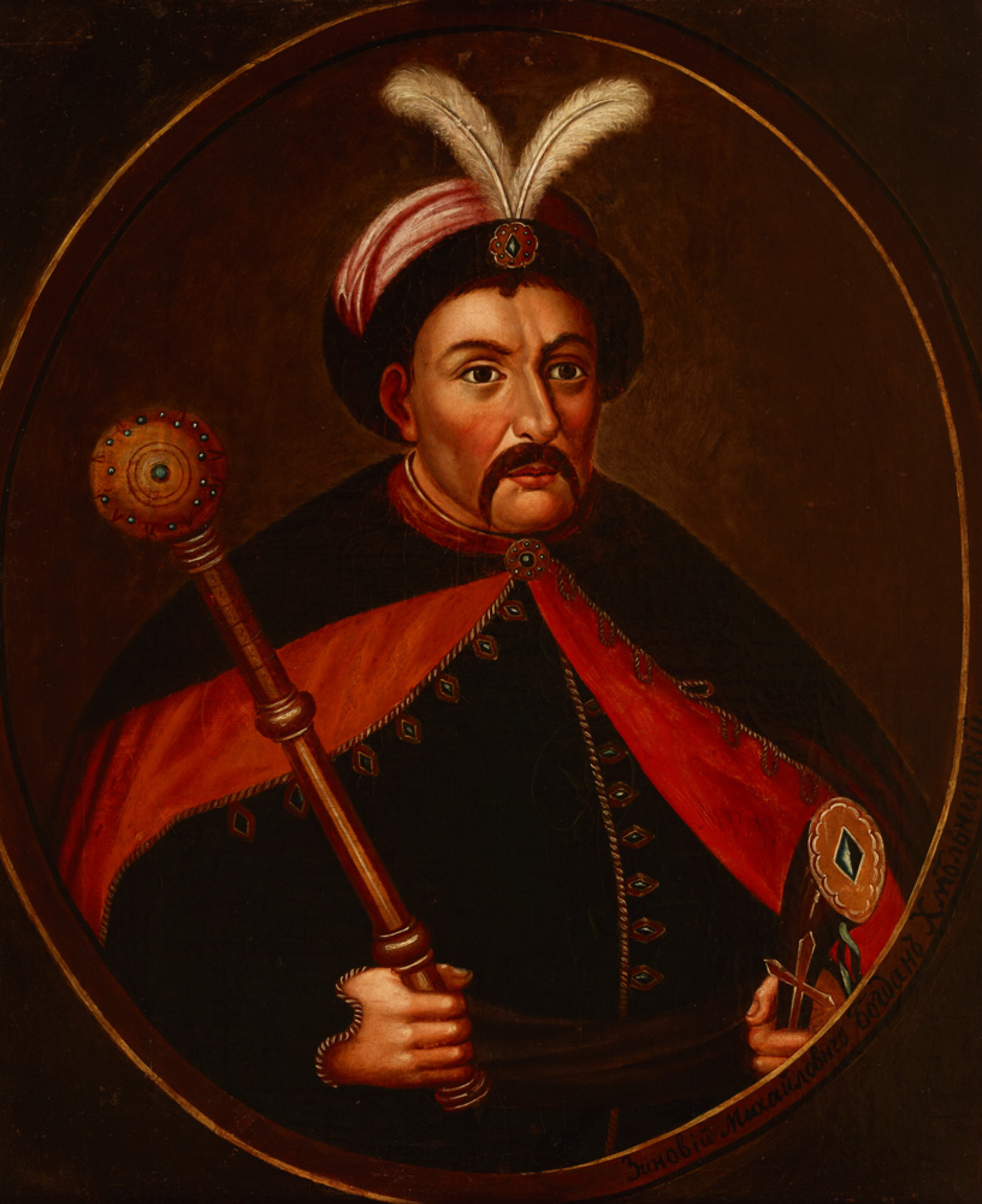
Porträt von Bohdan Chmelnyzkyj, Ende des 18. Jahrhunderts, Nationalmuseum in Krakau

Chmelnyzkyj war der Sohn eines wahrscheinlich kleinadligen Unterstarosten und einer Kosakenfrau. Er wurde wahrscheinlich in Subotiw, evtl. auch in Schowkwa (poln. Żółkiew) bei Lemberg geboren. Seine Ausbildung erhielt er in einem Jesuitenkolleg in Tschyhyryn. Im Jahr 1620 nahm er unter dem Hetman der Krone Stanisław Żółkiewski am Feldzug gegen die Türken teil und geriet in deren Gefangenschaft. Nach seinem Loskauf machte er Karriere im Kosakenheer. Als später von der polnischen Regierung den Kosaken Rechte aberkannt wurden, verhielt er sich dieser gegenüber loyal und zog sich auf sein Gut bei Tschyhyryn zurück. Erst ab 1646, als ihn persönlich betreffende Rechtsstreitigkeiten ihm seine Rechtlosigkeit vor Augen führten, nahm er dies zum Anlass, sein Gut und seine Familie zu verlassen und den Kampf gegen Polen aufzunehmen.
Für die Kosaken war Bohdan Chmelnyzkyj ein Held im Kampf um ihre Rechte. In diesem Kampf handelte es sich um die juristische Anerkennung der traditionellen Privilegien der Kosaken, darunter Steuerfreiheit und Erhalt der paramilitärischen Strukturen. Des Weiteren wurde verlangt, die vom polnischen König direkt besoldete Kosakentruppe (Registerkosaken) auf die bereits zugesicherten 40.000 Mann zu erweitern. 1648 und 1649 besiegte Chmelnyzkyj ein polnisches Heer bei Sboriw (Zborów). 1648 wandte er sich erstmals an den russischen Zaren Alexei I. und bat ihn darum, den Saporoger Kosakenstaat unter russische Herrschaft zu stellen. Zunächst zögerte Russland, so dass Chmelnyzkyj den Kampf gegen die polnische Krone mit Hilfe des Krim-Khanats führte, das sich jedoch mehrfach als unzuverlässig erwies und die Kosaken in den entscheidenden Schlachten durch Absprachen mit dem polnischen König hinterging. Nach einem abermaligen Hilfeersuchen Chmelnyzkyjs entschied der russische Semski Sobor Ende 1653 zugunsten einer Aufnahme des Hetmanats und einer Kriegserklärung an Polen-Litauen. Am 8. Januar 1654 kam es in Perejaslaw zur Unterzeichnung des Vertrages von Perejaslaw. Die Kosaken leisteten einen Treueeid an den russischen Zaren und bekannten sich als seine Untertanen. Im Gegenzug gewährte Russland den Kosaken militärischen Schutz und weitgehende Autonomie.
Es begann ein gemeinsamer Feldzug der Russen und der Saporoger Kosaken gegen Polen-Litauen, bei dem sie bis 1656 die Kontrolle über beinahe alle ostslawischen/ruthenischen Gebiete gewinnen konnten. 1657 verstarb Chmelnyzkyj. Sein Tod markierte den Beginn eines Zeitalters in der ukrainischen Geschichte, der von einer Spaltung des Hetmanats gekennzeichnet war und als Der Ruin bekannt ist.
Chmelnyzkyj und der Aufstand unter seiner Führung bleiben wegen judenfeindlicher Exzesse in Erinnerung. Chmelnyzkyj ist in der jüdischen Überlieferung „der böse Chmel“. Einer neueren Berechnung zufolge ermordeten die Kosaken etwa 20.000 Juden, etwa die Hälfte der damals in der Ukraine lebenden Juden (Rotruthenien dabei nicht mitgerechnet). Ältere Schätzungen nehmen eine noch höhere Opferzahl an. Die jüdische Bevölkerung war dabei weder das ursprüngliche noch primäre Ziel der Aggression. Sie wurde auch wegen ihrer ökonomischen Beziehungen zum Hauptfeind, dem polnischen Adel, zu Opfern der Konflikte. In Folge wanderten viele ärmere Juden in westlichere Gebiete aus.
Siehe auch: Geschichte der Ukraine, Kosaken-Aufstand im Kontext der jüdischen Geschichte; Nebenartikel: Hetmanat

## Familie
Bohdan Chmelnyzkyj war mit Hanna Somkiwna verheiratet, Tochter eines reichen Kosaken aus Perejaslaw. Das Paar lebte in Subotiw, einem Dorf sieben Kilometer nordöstlich von Tschyhyryn. Aus der Ehe gingen zuerst drei Töchter und später zwei Söhne hervor:
- Stepanida
- Olena
- Kateryna
- Tymofij Chmelnyzkyj (* 1632, † 5.jul. / 15. September 1653greg. in Suceava)
- Jurij Chmelnyzkyj (* 1641 † 1685)

## Nachwirkung

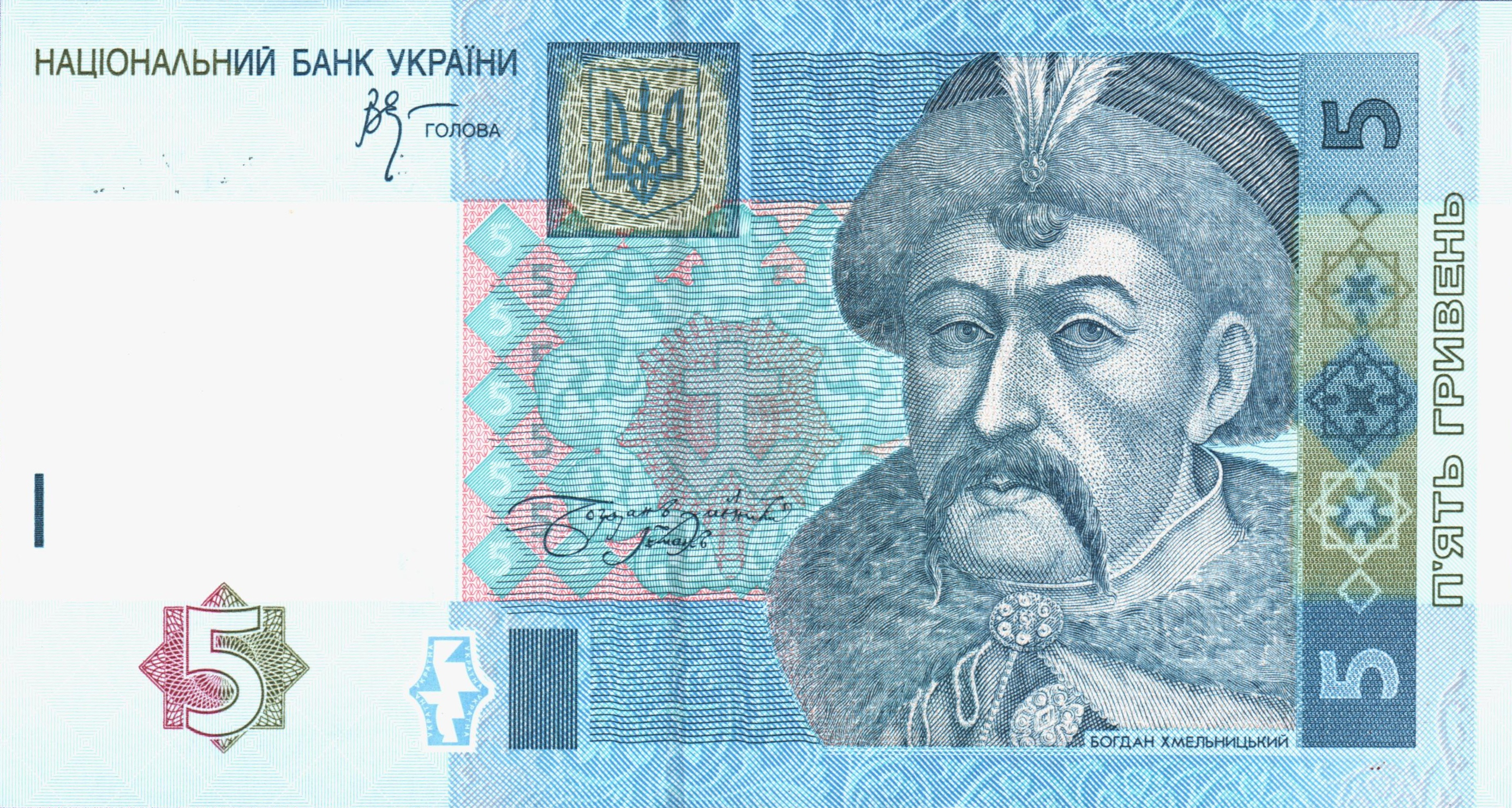
5-Hrywen-Schein, 2005

Das 1. Ukrainische Kosakenregiment B. Chmelnyzkyj war nach ihm benannt.
1943 wurde der sowjetische Bogdan-Chmelnizki-Orden gestiftet.
1954 wurde die Krim auf Erlass des Obersten Sowjets der UdSSR an die Ukrainische Sowjetrepublik angegliedert. Der offizielle Anlass dazu war das 300-jährige Jubiläum des Vertrags von Perejaslaw von 1654, der aus russischer Sicht den Anschluss des Kosakenhetmanats an das Zarenreich bedeutete. Großen Einfluss auf diese Entscheidung hatten seinerzeit jedoch auch Pläne zur Vereinfachung und Straffung von Verwaltungsstrukturen und zum Wiederaufbau der im Krieg nahezu völlig zerstörten und nicht zuletzt durch die von Stalin angeordnete Deportation der Krimtataren in weiten Teilen nahezu völlig entvölkerten Krim. Im Zuge der Feierlichkeiten wurde zudem die ukrainische Stadt Proskuriw 1954 in Chmelnyzkyj umbenannt.
In Russland und der Sowjetunion hatte das Gedenken an Chmelnyzkyj Hochkonjunktur. Gleichzeitig zerstörte man die alten Überreste der kosakischen Kultur, u. a. die Burganlage auf der Insel Chortyzja.
Chmelnyzkyjs Leben war Inhalt einiger Filme, so des sowjetischen Films Bohdan Chmelnyzkyj (Regie: Igor Sawtschenko) von 1941.
1995 wurde anlässlich des 50. Jahrestages des Kriegsendes der ukrainische Bogdan-Chmelnizki-Orden gestiftet.
Der Roman Mit Feuer und Schwert (poln. Ogniem i mieczem) des polnischen Literatur-Nobelpreisträgers Henryk Sienkiewicz handelt vom Kosakenaufstand unter Chmelnyzkyj. Die Verfilmung des polnischen Regisseurs Jerzy Hoffman aus dem Jahre 1999 war seinerzeit in Polen der erfolgreichste Kinofilm der Nachwendezeit (über 7 Millionen Zuschauer).